# Sprechfunkverkehrsform
Unter Sprechfunkverkehrsform versteht man die Art und Weise, in welcher verschiedene Funkstellen zusammenwirken können/dürfen. Die Sprechfunkverkehrsformen sind von den Sprechfunkverkehrsarten zu differenzieren. Im BOS-Funk werden hier vier Formen unterschieden:

## Linienverkehr
Der Linienverkehr ist eine einfache Verkehrsform im Sprechfunk. Bei dieser besteht eine Wechsel- oder Gegensprechverbindung zwischen zwei Funkteilnehmern. Weitere Funkteilnehmer existieren im benutzten Funkverkehrskreis nicht. Im Einsatzalltag findet Linienverkehr fast keine Anwendung. Höchstens zur Kommunikation zwischen zwei Verkehrssicherungsposten kann eine Linienverkehrsfunkstrecke aufgebaut werden.

## Sternverkehr
Der Sternverkehr ist eine bei großen Funkverkehrskreisen und besonders beim Rettungsdienst weit verbreitete Verkehrsform im Sprechfunk. Hier tauschen alle Funkverkehrsstellen in einem Funkverkehrskreis mit einem gemeinsamen Sternkopf Nachrichten aus. Der Sternkopf ist dabei Gegenstelle für alle Funkteilnehmer und übernimmt zugleich eine Leitfunktion für diese. Sternverkehr wird im Einsatzstellenfunk grundsätzlich, sofern nicht anders angeordnet und im Leitstellenfunk verwendet. Man unterscheidet befohlenen und geschalteten Sternverkehr. Beim ersten Verfahren dürfen, beim Zweiten können die Teilnehmer nicht untereinander sprechen. Dies wird durch technische Maßnahme verhindert, wie z. B. verschiedene Frequenzen.

## Kreisverkehr
Der Kreisverkehr ist eine bei kleineren Funkverkehrskreisen bewährte Form des Funkverkehrs. Hierbei tauschen alle Funkstellen des Verkehrskreises gleichberechtigt Nachrichten miteinander aus. Da dies sehr schnell zur Überlastung des Funkverkehrskreises führen kann, können etwa Leitstellen eine Vorrangschaltung besitzen, die alle anderen Funkgespräche unterdrückt. Kreisverkehr wird häufig bei der Feuerwehr, nicht aber im Katastrophenschutz, zur Kommunikation der Fahrzeuge miteinander verwendet.

## Querverkehr
Der Querverkehr ist die komplexeste Form des Sprechfunkbetriebs. Hierbei kommunizieren zwei Funkstellen verschiedener Sprechfunkverkehrskreise oder -bereiche miteinander. So kann beispielsweise ein direkter Funkkontakt zwischen der Feuerwehr und der Polizei ermöglicht werden. Dies kann entweder durch eine Relaisschaltung 2 (große Relaisschaltung) geschehen oder durch Kanalumschaltung. Der Querverkehr bedarf stets einer entsprechenden Genehmigung und einer An- und Abmeldung auf den entsprechenden Funkkreisen.